# E星雲
 "E"或"巴納德的E"星雲（正式名稱為巴納德142和143）是在天鷹座的一對暗星雲。以銀河系為背景，它是一個由無數不同星等的恆星組成，定義明確的黑暗區域。它的大小大約是滿月的大小，或大約0.5度，與地球的距離估計為2,000光年。

## 外部連結
- WikiSky上关于E星雲的内容：DSS2, SDSS, GALEX, IRAS, 氢α, X射线, 天文照片, 天图, 文章和图片
- Barnard's Catalog

- B143 Hires LRGB CCD Image （页面存档备份，存于）